# Suisse au Concours Eurovision de la chanson 1976
La Suisse a participé au Concours Eurovision de la chanson 1976 à La Haye, aux Pays-Bas. C'est la 21e participation suisse au Concours Eurovision de la chanson.
Le pays est représenté par Peter, Sue & Marc et la chanson Djambo, Djambo, écrite et composée par Peter Reber, sélectionnés lors d'une finale nationale organisée par la Société suisse de radiodiffusion et télévision (SRG SSR).

## Sélection

### Finale Svizzera 1976
La Société suisse de radiodiffusion et télévision organise une finale nationale pour sélectionner l'artiste et la chanson qui représenteront la Suisse au Concours Eurovision de la chanson 1976.
La finale nationale a eu lieu le 14 janvier 1976 à Lugano. Deux participants à cette finale ont déjà représenté la Suisse à un concours de l'Eurovision précédent, Anita Traversi aux éditions de 1960 et 1964 et Henri Dès à l'édition de 1970.
Les différentes chansons sont interprétées en allemand, français et italien, langues officielles de la Suisse. La chanson sélectionnée a finalement été interprétée en anglais au Concours Eurovision de la chanson 1976, le règlement entre 1973 et 1976 autorisant aux pays participants d'utiliser la langue de leurs choix.

#### Finale
| Ordre | Artiste           | Chanson                       | Traduction       | Langue   | Points | Place |
| ----- | ----------------- | ----------------------------- | ---------------- | -------- | ------ | ----- |
| 1     | Georgia Gibson    | Oui, c'est bien fait pour moi | -                | Français | 26     | 6     |
| 2     | Groupe Osmose     | Polo                          | -                | Français | 13     | 8     |
| 3     | Michel Guex       | Musique dans les cours        | -                | Français | 31     | 3     |
| 4     | Anita Traversi    | Arrivederci                   | Au revoir        | Italien  | 7      | 9     |
| 5     | Henri Dès         | C'est pour la vie             | -                | Français | 28     | 4     |
| 6     | Peter, Sue & Marc | Djambo, Djambo                | -                | Allemand | 40     | 1     |
| 7     | Anita Traversi    | La giostra gira               | Le manège tourne | Italien  | 19     | 7     |
| 8     | Georgia Gibson    | Des lendemains                | -                | Français | 33     | 2     |
| 9     | Marisa Frigerio   | Con un sorriso                | Avec un sourire  | Italien  | 28     | 4     |
| 10    | Any Spirig        | Sing mit mir                  | Chante avec moi  | Allemand | -      | -     |

## À l'Eurovision

### Points attribués par la Suisse
| 12 points | Royaume-Uni |
| 10 points | France      |
| 8 points  | Italie      |
| 7 points  | Israël      |
| 6 points  | Belgique    |
| 5 points  | Monaco      |
| 4 points  | Pays-Bas    |
| 3 points  | Autriche    |
| 2 points  | Allemagne   |
| 1 point   | Yougoslavie |

### Points attribués à la Suisse
| 12 points     | 10 points                   | 8 points   | 7 points                                       | 6 points               |
| ------------- | --------------------------- | ---------- | ---------------------------------------------- | ---------------------- |
| - Royaume-Uni | - Norvège                   | - Autriche | - Belgique - Finlande - Portugal - Yougoslavie | - France - Pays-Bas    |
| 5 points      | 4 points                    | 3 points   | 2 points                                       | 1 point                |
| - Allemagne   | - Espagne - Israël - Monaco |            | - Grèce                                        | - Irlande - Luxembourg |

Peter, Sue et Marc interprètent Djambo, Djambo en 2e position, après le Royaume-Uni et avant l'Allemagne. Au terme du vote final, la Suisse termine 4e sur 18 pays avec 91 points.